# Delagrangeus schurmanni
Delagrangeus schurmanni là một loài bọ cánh cứng trong họ Cerambycidae.